# Pavillon de Colombie (1929)
Le pavillon de la Colombie de l'Exposition ibéro-américaine de 1929 est un bâtiment historique de Séville. Elle abrite maintenant un consulat de la Colombie.

## Histoire

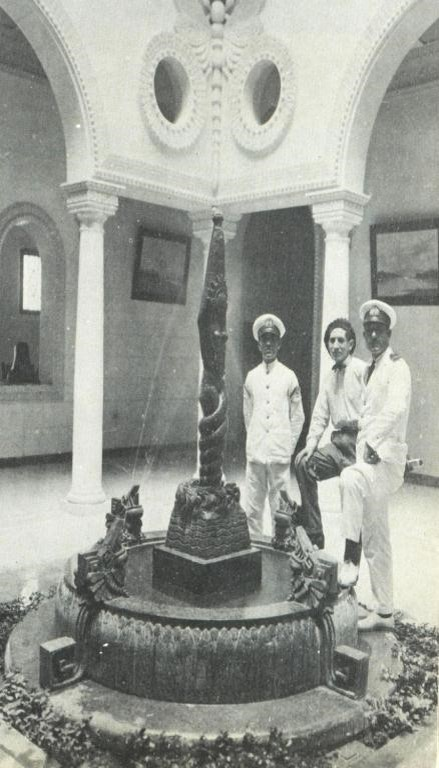
Romulo Rozo et la Bachué dans la cour intérieure du pavillon, 1929.

Le gouvernement colombien a accepté de participer à l'exposition dès 1911, lorsqu'il a été informé de l'événement, et la dotation financière a été accordée par le Parlement le 20 juin 1926. En raison de sa nature exportatrice, la Colombie était intéressée par la promotion de ses produits en Espagne, en particulier son café.
Le gouvernement colombien a cédé la construction et la conception aux techniciens espagnols du bureau technique du comité d'organisation. Avec la collaboration du consul Ernesto Retrepo Tirado, le gouvernement colombien confie le projet à l'architecte José Granados de la Vega et à l'aide-architecte Ángel Hoyuelas Martínez. Le bâtiment présentait des sculptures, de belles peintures murales et des objets d'artisanat national, tels que des chapeaux.
En plus de ce pavillon, un autre pavillon dédié au café, appelé Café Suave de Colombia, où l'on pouvait le déguster, et un autre dédié au tabac, bien qu'il n'existe aucune trace de sa construction. Aujourd'hui, le pavillon est le consulat de ce pays dans la ville. Le 9 avril 1931, il a également été convenu de l'utiliser comme école nautique de San Telmo,.
Le sculpteur colombien Rómulo Rozo a été appelé en 1928 par le gouvernement colombien pour exécuter l'ornementation du bâtiment bâti par José Granados,. La Bachué a été installée dans une fontaine, les tours ont été décorées avec des colonnes qu'encadrent quatre déesses allégoriques : la navigation, l'agriculture, le commerce et l'industrie,. Quelques vitraux du bâtiment ont été dessinés par l'épouse de l'artiste, Ana Krauss, inspirée dans la végétation de la Colombie. Également, il y a une frise en céramique tout au long de la façade.

## Inauguration

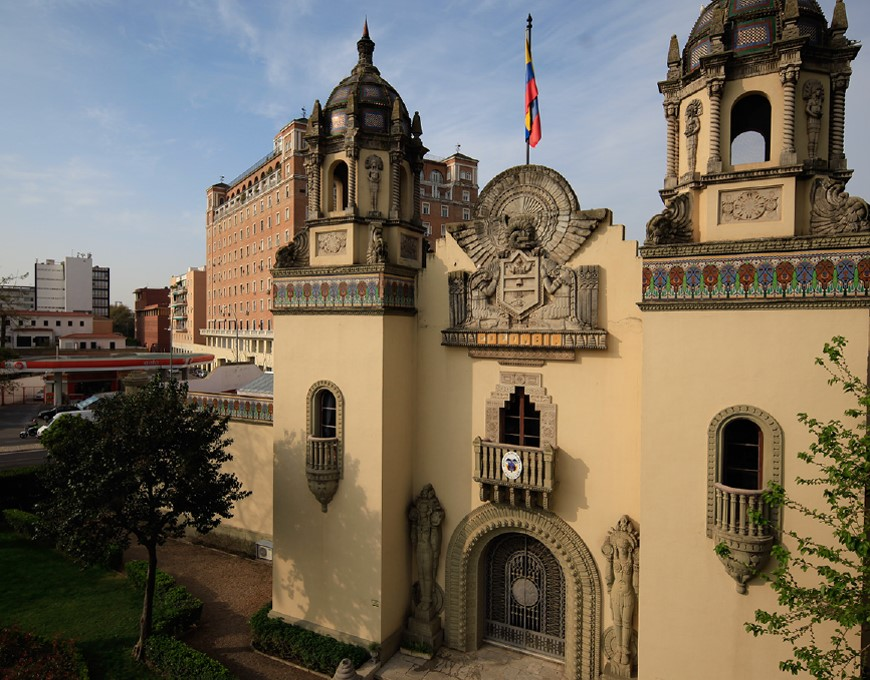
Façade du pavillon de la Colombie.

Le bâtiment a été inauguré le 26 septembre 1929 en la présence d'une importante délégation colombienne, les infants Carlos et Luisa de Bourbon et ses filles les princesses Esperanza et María de las Mercedes. Etait aussi présente Edda Mussolini, fille de l'alors président du conseil des ministres de l'Italie,.